# Burg Bauerbach
Die Burg Bauerbach, auch Schloss Bauerbach genannt, ist eine abgegangene Burg hinter dem Amtshaus des Speyerer Domkapitels (Flurname Burgäcker) bei etwa 188 m über NN im Ortsteil Bauerbach der Stadt Bretten im Landkreis Karlsruhe in Baden-Württemberg.
Die Burg wurde von den Herren von Bauerbach erbaut, um 1100 erwähnt, 1639 und 1693 zerstört und um 1770 abgebrochen. Ehemaliger Besitzer war auch das Kloster Hirsau. Von der nicht mehr lokalisierbaren ehemaligen Burganlage ist nichts erhalten.